# ادغام (آواشناسی)
در آواشناسی و زبان‌شناسی تاریخی، ادغام (انگلیسی: Fusion) نوعی تغییر صوتی است که طی آن دو یا بیش از دو قطعه با مشخصه‌های تمایزدهنده ترکیب می‌شوند و یک قطعه را تشکیل می‌دهند. این فرایند هم می‌تواند برای واکه‌ها رخ دهد و هم برای همخوان‌ها.

## زبان ژاپنی
در ژاپنی اوواری ادغام واکه رخ می‌دهد. برای نمونه، واکه‌های مرکب /ai/ و /ae/ به [æː] تغییر می‌کنند. تلفظ گویشوران جوان‌تر ممکن است میان واکه‌های مرکب ژاپنی معیار و واکه‌های ساده گویشی تغییر کند.